# Брусок
Брусок — пиломатеріал товщиною до 100 мм і шириною не більше подвійної товщини. Бруски виготовляються з дощок. Використовуються в будівництві, в меблевій промисловості, у виробництві тари та ін.

## Види брусків
Залежно від обробки струганням:
- Струганий брусок — брусок, у якого оброблені струганням хоча б одна поверхня або обидві кромки.

Залежно від забезпечення точності і стабільності розмірів:
- Калібрований брусок — брусок, висушений і оброблений до заданого розміру.

## Розміри брусків
- Для брусків з хвойних порід деревини

Товщина і ширина брусків: 16, 19, 22, 25, 32, 40, 44, 50, 60, 75. 

Довжина брусків: від 1 до 6,5 з кроком 0,25. 

- Для брусків з листяних порід деревини

Товщина і ширина брусків: 19, 22, 25, 32, 40, 45, 50, 60, 70, 80, 90, 100 мм;
Довжина брусків:
з твердих листяних порід від 0,5 до 6,5 м з кроком 0,10 м; 

з м'яких листяних порід і берези від 0,5 до 2,0 м з кроком 0,10 м; 

від 2,0 до 6,5 м з кроком 0,25 м;